# Marcela Lizano Soberón
Marcela Lizano Soberón es una investigadora biomédica y docente mexicana reconocida por su trabajo en biología molecular de cáncer y virus oncogénicos. Su investigación se centra principalmente en el estudio del Virus del Papiloma Humano (VPH), con el objetivo de entender cómo funciona, su pronóstico y el proceso que provoca su derivación en cáncer. Uno de sus objetivos es ayudar a establecer las terapias más adecuadas para la enfermedad.
Ha trabajado como Miembro del Colegio Mexicano para la investigación del Cáncer.  Ha sido responsable del Laboratorio de Epidemiología y Biología Molecular de Virus Oncogénicos de la Unidad de Investigación Biomédica en Cáncer. Fue acreedora del Premio Aida Weiss PUIS-UNAM por su investigación de tesis doctoral en el 2019.
Es Titular en el Departamento de Medicina Genómica y Toxicología Ambiental del Instituto de Investigaciones Biomédicas de la Universidad Nacional Autónoma de México. Trabaja en el Laboratorio de Epidemiología y Biología Molecular de Virus Oncogénicos de la Unidad de Investigación Biomédica en Cáncer y pertenece al Sistema Nacional de Investigadores.

## Trayectoria
Se tituló de la licenciatura de Investigación Biomédica Básica de la Universidad Nacional Autónoma de México en el año de 1986, para luego cursar la maestría y culminarla en 1989. En 1998 recibió el grado de doctora, en el mismo ramo, con el trabajo de titulación: Asociación de variantes de los virus de papiloma humano (VPH) y los oncogenes ras en el cáncer cérvico uterino. 
En su grupo de investigación dentro de la Biología Molecular de Cáncer y Virus Oncogénicos se impulsa el conocimiento de la participación de los virus del papiloma humano de alto riesgo y sus variantes intratipo en la modulación de vías de señalización celular. Asimismo, abordan la epidemiología molecular de tipos y variantes de VPH, como su comportamiento biológico, los factores de riesgo y los aspectos funcionales, al igual que la participación de proteínas virales en el proceso de transformación celular y la modulación del estrés oxidante. Dentro de los estudios de investigación se incluye el análisis de la respuesta inmune inducida por las proteínas de expresión temprana del VPH y el efecto de adyuvantes para promover dicha respuesta. Al mismo tiempo, se analiza la alteración en vías de proliferación celular y apoptosis involucradas en el desarrollo del cáncer de cérvix.
Sus aportaciones como investigadora son necesarias para comprender el comportamiento biológico de los diferentes tipos de VPH, un padecimiento que se ha convertido en un importante problema de salud pública con cerca de 500 mil nuevos casos diagnosticados mundialmente al año, y encontrar las variantes de los tipo virales predominantes de VPH en cada una de las lesiones cancerígenas. Así como para tener un método de pronóstico para el desarrollo de cáncer cérvico-uterino. Con ello los especialistas pueden establecer terapias que resulten adecuadas de acuerdo al nivel en que se encuentra la enfermedad y evitar el sobretratamiento de las pacientes.

### Áreas y líneas de investigación
- Biología molecular de cáncer y virus oncogénicos.
- Cáncer de cabeza y cuello.
- Vías de señalización alteradas en cáncer.
- Virus del papiloma humano y cáncer de cérvix.
- Oncología Ginecológica.[6][11][12][13]

### Proyectos de Investigación
- VPH y mitocondrias.
- Caracterización de la respuesta inmune celular frente a la proteína E1 del VPH-18.
- Efecto de las oncoproteínas del VPH sobre dianas celulares.
- Biomarcadores en cáncer de cuello uterino.
- Regulación de las vías de señalización celular por oncoproteínas del VPH.[12]

### Reconocimientos
Premio Aida Weiss PUIS-UNAM 2019 – Categoría Tesis de Posgrado.

## Publicaciones
Entre los artículos científicos de la Dra. Marcela Lizano Soberón podemos encontrar:
- Elucidating Molecular Interactions of Ten Natural Compounds Targeting E6 HPV High Risk Oncoproteins Using Microsecond Molecular Dynamics Simulations. (2020).

- Presence of Papillomavirus DNA sequences in the canine transmissible venereal tumor. (2019).

- Mechanisms of Vasculogenic Mimicry in Ovarian Cancer. (2019).
- Reprogramming of Energy Metabolism in Response to Radiotherapy in Head and Neck Squamous Cell Carcinoma. (2019).
- Infección por virus del Papiloma Humano: Epidemiología, Historia Natural y Carcinogénesis. (2009).
- Cáncer cervicouterino y el virus del papiloma humano: La historia que no termina. (2006).